# Бибиков, Юрий Богданович
Ю́рий Богда́нович Би́биков (1743—1812) — генерал-поручик русской императорской армии, командир отдельного Кавказского корпуса.

## Биография
Родился в 1743 году.
В службу вступил в 1760 году и, пользуясь покровительством графа П. И. Панина, быстро повышался в чинах, получая большие награды за незначительные отличия; в полковники был произведён в 1769 году, назначен командиром Великолукского пехотного полка.
Екатерина II 29 ноября 1773 года назначила командующим войсками, направленными на подавление Пугачёвского восстания, генерал-аншефа А. И. Бибикова. Под его началом вызвался служить и родной племянник генерала, что было санкционированно указом Военной коллегии от 4 декабря. Сдав командование полком старшему по чину полковому офицеру, выехал к новому месту службы — в Казань, где возглавил сводную команду («особливый деташамент») из четырёх рот гренадёр и трех рот гусар. В начале января 1774 года отправился на подавление повстанческого движения в Закамье и в середине января нанёс поражение пугачёвцам у селений Сухарево, Ерыклы, Туба Магометанская и Аксарино под Заинском; 17 января, разбив крупный отряд атамана Нагайбака Асанова, он овладел этим городом, 30 января вступил в Мензелинск, находившийся с середины ноября в блокаде, 11 февраля разгромил атаманов в бою под Бакалинской крепостью; 8 марта команда Бибикова присоединилась к корпусу генерала П. М. Голицына. В битве 22 марта 1774 года  Ю. Бибиков командовал авангардом корпуса Голицына при штурме Татищевой крепости. Отличился он и в сражении 1 апреля 1774 года у Сакмарского городка, где первым нанёс удар по войску Пугачёва и, сломив ожесточённое сопротивление, обратил повстанцев в поспешное отступление, а затем и в бегство. В мае 1774 года, не желая служить под началом нового командующего генерал-поручика Ф. Ф. Щербатова, он добился перевода из Оренбурга в Петербург, где снова вступил в командование Великолукским полком. С ним, переброшенным в середине августа 1774 года в Поволжье, он участвовал в подавлении последних вспышек повстанческой борьбы в этом крае. 
В генерал-майоры был произведён 5 мая 1779 года, в генерал-поручики — в 1786 году.
Во время второй турецкой войны, находясь во главе Кавказского отряда, он решился на крайне опасный поход. Воспользовавшись отсутствием главного начальника кавказских войск, П. С. Потёмкина, он, несмотря на неудобное время (январь), с одним Кавказским корпусом, не зная местности и без провианта, решился взять хорошо укреплённый город Анапу. Взятие его нанесло бы сильный ущерб торговым интересам горцев и влиянию Турции на Кавказе, но для этого нужны были и значительные средства. Перейдя за Кубань по глубоким снегам в январе 1789 г., русские первое время встречали очень слабое сопротивление, но чем дальше подвигались, тем значительнее становились нападавшие на них отряды, и 15 февраля произошло первое серьёзное сражение, окончившееся победой русских войск. Помимо постоянных стычек, поход сильно затруднялся вследствие недостатка в провианте, разливов, частых горных потоков и т. п. Бибикову советовали вернуться, но он упорно продолжал идти вперед. Наконец 24 марта русские очутились в долине перед Анапой, где произошла упорнейшая битва; турки и горцы, несмотря на своё численное превосходство, были побеждены. Ослеплённый этой удачей, Бибиков на другой же день пошёл на приступ Анапы, не запасшись даже ни одной лестницей. И приступ, и отступление окончились громадной потерей русских войск. Решившись после этого вернуться обратно за Кубань, русские на своем пути претерпели много бедствий и от разливов, и от постоянных стычек с горцами, и от голода. А когда Бибиков арестовал генерала Офросимова за несогласие его идти более опасной дорогой, солдаты взбунтовались, и главнокомандующий должен был уступить. До места стоянки добралась только две трети всего отряда (5407 человек из 7609 человек вышедших в поход).
Узнав об этом походе, Екатерина II писала Потёмкину: «Экспедиция Бибикова для меня весьма странна и ни на что не похожа; я думаю, что он с ума сошёл, держа людей сорок дней на воде, почти без хлеба». Назначено было следствие, и в мае 1790 году Бибиков был уволен в отставку (его сменил А. Б. де Бальмен), а отряд его награждён особенной серебряной медалью на голубой ленте, с надписью: «За верность».
А. С. Пищевич, служивший на Кавказе под началом Бибикова, в своих воспоминаниях говорит о причинах Анапской экспедиции: «Начальство войск Кавказских перешло отбытием графа Салтыкова в руки генерал-поручика Юрия Богдановича Бибикова, человека падкого на деньги, и потому он положил сколь можно скорее обогатить себя выведением в расход суммы, на чрезвычайные издержки определённой; и так затеял зимой 1790 года поход за Кубань, а потом и к городу Анапе».
Умер в 1812 году.